# 日本第一党
日本第一党（にっぽんだいいちとう、英: Japan First Party）は「日本第一主義」を掲げる日本の政治団体。略称は日本一。

## 党史・選挙

### 結党
2016年（平成28年）8月29日、桜井誠が東京都知事選挙に立候補した際の政治団体「都政を国民の手に取り戻す会（都手会）」を改称して「日本第一党」を結党したとTwitterにて発表した。また、引き続き資金管理団体としても指定されている。
同団体の名称は「日本第一党」であり、「在日特権を許さない市民の会」（在特会）の名称は用いていない一方、公安調査庁は同団体を在特会の後継団体とみなし、引き続き監視を行なっている。
2017年（平成29年）2月26日、東京都江東区のアパホテル東京・潮見駅前にて結党大会を開催した。

### 2017年
2017年（平成29年）4月17日、日本第一党として初の公認候補予定者として東京都議会議員選挙の八王子選挙区に元日本郵政社員の岡村幹雄を決定した事を公表。4月27日、岡村と桜井が記者会見を開き、岡村が日本第一党の公認候補として東京都議会議員選挙（八王子選挙区）に立候補すると発表した。また同年5月1日、朝日新聞が「ジャパン・ファーストを掲げる同党にはいま、約1,800人が集う」という記事を掲載した。
7月2日、岡村は得票数2,597票、得票率1.1%の最下位で落選した。
11月12日、葛飾区議会議員選挙に出馬した日本国民党公認の鈴木信行を推薦した（鈴木は当選）。

### 2019年
2019年（平成31年）4月7日、統一地方選挙前半の相模原市議会議員選挙、京都市議会議員選挙、福岡県議会議員選挙に擁立した候補5人全員が落選。
4月21日、統一地方選挙後半の八王子市議会議員選挙、調布市議会議員選挙、練馬区議会議員選挙、新宿区議会議員選挙、国分寺市議会議員選挙、八尾市議会議員選挙、藤井寺市議会議員選挙に擁立した7人全員が落選。

### 2020年
2020年（令和2年）3月1日、同党大阪本部長の荒巻靖彦が対馬市長選挙に無所属・立候補するが落選。
2月16日、那珂市議会議員選挙にて茨城県本部長の原田陽子が同党推薦・無所属候補として立候補し当選。日本第一党員としては初の議員になる。
7月3日、東京都知事選挙では前回を上回る約17万8000票を獲得するも落選。「日本第一党・桜井誠氏18万票の衝撃」と報じられた。また新型コロナウイルス感染症を考慮し、選挙期間中は事務所からのYouTube配信、VR街宣が中心の選挙活動を行った。
9月30日、唯一の議員である原田と茨城県本部トップが意見対立によって離党する。
11月15日、雲南市議会議員選挙で公認候補が落選。

### 2021年
2021年（令和3年）2月14日、西条市議会議員選挙で公認候補が落選。
9月5日、日本第一党は衆院選に向けた決起集会を開き、東京比例区に擁立する4人の候補者の紹介などが行われた。また、東京15区（江東区）から党首の桜井誠が出馬することも決定した。
10月31日、第49回衆議院議員総選挙に党首の桜井が東京15区から立候補、また東京ブロック比例から4人が立候補。小選挙区では得票率3.96%、9,449票で6人中5位で落選、比例は得票率0.52%で全員が落選した。
11月28日、党首の桜井誠が福岡県で開催された日本第一党の講演会に登壇し、2022年に行われる第26回参議院議員通常選挙の全国比例区と選挙区に、桜井を含めた10人が出馬する意向を表明した。

### 2022年
2022年（令和4年）2月26日 第2回党大会を開催した。この場で、第26回参議院議員通常選挙（参院選）の全国比例区と選挙区に10人が立候補することを発表した。立候補者は次の通り。
比例代表
- 桜井誠
- 中村かずひろ

選挙区
- 東京都　菅原みゆき
- 神奈川県　萩山あゆみ
- 千葉県　きないめぐみ
- 埼玉県　堀切笹美
- 愛知県　伝みきお
- 大阪府　ほんだかおり
- 愛媛県　松木たかし
- 福岡県　先﨑れい

3月3日、ロシア軍によるウクライナ侵攻に断固抗議し、ロシアに対してウクライナに対する侵略行為・軍事攻撃を直ちに停止するよう求めた。更に党首の桜井誠がウクライナ政府がロシア軍への抵抗のため、ウクライナ国外から募集していた外国人部隊の義勇兵に応募すると発表した。
9月24日、故安倍晋三国葬儀に抗議するため「9・24 『安倍国葬』断固反対! 国民大行進 in 新宿」という名のデモを東京・新宿で実施した。

### 2023年
3月31日、相模原市南区にて、相模原市議会議員選挙に同党から萩山あゆみ神奈川県本部長が立候補した。
4月16日、統一地方選挙後半戦に同党から新宿区議会議員選挙に堀切笹美副党首、渋谷区長選挙に菅原みゆき副幹事長、区議会議員選挙に中村和弘幹事長、大阪府豊中市議会議員選挙に本多かおり大阪府本部長が立候補したが、当選者を出すには至らず。
7月2日、愛知県刈谷市議会議員選挙に公認候補が1名立候補したが、落選。

### 2024年
4月14日、新潟県上越市議会議員選挙に新潟県出身の菅原みゆき副幹事長が立候補するも、落選。

### 2025年
1月25日、日本第一党党首選挙立候補者受付が締め切られて、党首選挙が告示された。
2月15日、党首選挙の一般党員による郵便投票が締切日となる。

## 政策
憲法
- 自主憲法の制定 (党の憲法草案の策定)
- 天皇を元首と明記
- 国軍保持を明記
- 納税、勤労、教育に加え国防を国民義務に明記

外交・国防
- 自衛隊を国軍に改組し、実力による警告・排除が可能な体制に作り変える
- 原子力施設防衛の為に、自衛隊を常駐させる制度づくりに取り組む
- 全国に核シェルターを設けて有事の際の避難場所とし、核兵器の保有を目指す
- 実行犯にのみ適用される特定秘密保護法を見直し、スパイ防止法の制定を目指す
- 諜報戦やサイバー戦にも対応できる組織を新設する
- 竹島・千島列島・南樺太などの所有権を国際社会に強く主張し、戦後日本からの脱却を目指す
- 事実無根の日韓慰安婦合意を破棄し、韓国など反日教育を続ける国家との国交の断絶を目指す
- 外国への無償援助や円借款を見直し、国内の様々な政策の財源として活用する
- 民主国家「台湾」と共に歩み、台湾の国際機関加盟を支持。日本のシーレーンを守るため、クワッド+1を提唱し、台湾有事の際には国軍である自衛隊を派遣する。

移民・外国人
- 外国人帰化においては厳格に審査し、帰化取り消しも明確にする
- 移民受け入れ政策には断固反対する立場を貫く
- 外国人参政権の付与には断固反対する立場を貫く
- 入管特例法を廃止し、一部の外国人に対する優遇措置を撤廃する
- 地方公務員の国籍条項について厳格に見直しを行う
- 外国人の国民健康保険への加入を制限する
- 外国人に対する生活保護を廃止する
- 掛け金を払わない外国人に支給されている福祉給付金を廃止する
- 朝鮮総連を解散し、朝鮮学校への補助金支給に断固反対
- 国内の外国人及び外国人団体による政治活動に対して厳しい罰則制度の制定に取り組む
- 外国人留学生に対する奨学金制度を廃止する
- 外国人技能実習生の受け入れ企業への助成金制度を廃止する
- 外国人の通名はカタカナ表記に統一し、マスコミの通名報道を禁止するための制度づくりに取り組む

教育
- 国旗国歌教育の義務化を行う
- 近隣諸国条項を廃止し、教科書用図書検定基準に定められている自虐史観の一掃を目指す
- 英語偏重の教育プログラムを見直し、国語や道徳、日本の戦後史教育などを充実させる
- 教育公務員特例法などを見直し、法律違反を重ねる教育者に対して厳格な処分が可能な体系づくりを目指す
- 私学学校振興助成法などを見直し、外国人留学生に依存する私学へ公金を投入させない
- 学校給食の無償化を推進

経済・税制
- 国民経済を再興し日本人が将来に対し希望を持てる社会を実現する
- 原発再稼動で電力価格を国際水準まで引き下げ、産業の活性化を促す
- 多国籍企業、フランチャイズ企業に対しての法整備を行い、国内企業の復興を目指す
- 消費税の還付金制度、海外事業推進に関わる減税処置などの大企業優遇制度を見直す
- 東京一極集中から地方分散型社会の実現のために、人口減少地域に対して法人税を優遇する制度作りに努める
- 消費税を廃止する。また、所得税は現状の7段階から累進性を高め、更に多段階とする制度づくりに取り組む。
- タックスヘイブン利用者を特定するための公的機関を立ち上げ、しっかりと徴税できる制度づくりに取り組む

農林水産・環境
- 開拓干拓事業、養殖事業を積極的に公共事業として推進し、食料自給率の向上と地方の雇用の確保に努める
- 食料自給率を健全な水位に取り戻すために減反政策を廃止する
- 調査捕鯨を継続するとともに商業捕鯨の再開を目指す
- 漁業者の安全と水産資源の保護の観点から、外国漁船の不法操業の取締りを強化する
- 食品産地や原材料の偽装に対して厳罰化を進める
- 外来動植物の撲滅を推進し、日本本来のビオトープを復興させ未来に引き継ぐ

社会・治安
- 刑法や少年法を見直し、凶悪犯罪者や未成年者及び心神耗弱者への罰則強化を目指す
- 外患誘致罪に武力行使以外の適用項目を設ける
- 天皇及び皇族への不敬罪を復活させる
- 伝統的な婚姻・家族制度を尊重し、子供達の健全な育成を目指す
- 放送法等を見直し、偏向報道・捏造報道に対する罰則強化を目指す
- パチンコの三店方式による換金行為は賭博と見なして禁止する
- 金融法全般を見直し、免許登録条件の厳格化を目指す
- 生活保護不正受給の根絶と現物支給への移行を目指す
- 宗教法人に対し、宗教活動とは認められない事業に対する非課税特権を廃止する
- 動物虐待やペットの殺処分についての法整備を行い、違反者への罰則強化と引き取り屋などの撲滅を目指す

福祉・医療
- TPP加入等により存続が危ぶまれる国民皆保険制度を今後も維持できるように努める
- 診療報酬を見直す一方で、離島や過疎地域に対する補助金制度を設け、診療を受けにくい地域への医療充実を目指す
- 臓器提供意思表示カード作成者以外の脳死者にも臓器提供できるように臓器移植の判定基準を見直す
- 子育て支援金として低利子で融資を行い、多子出産した場合に借入金が漸減する制度づくりに取り組む
- 子育て世代が格安公営住宅へ優先的に入居できるように努める

政治
- 政治資金規正法及び関連法令を見直し、政治資金団体の不透明な資金の流れに対する罰則強化を目指すとともに、企業献金を禁止し財界と政界の癒着を防止する
- 被選挙権に3世代以上に渡る日本国籍があること等の条件を追加し、国益にそぐわない議員の輩出を防ぐことを目指す
- 世襲政治の温床である供託金制度を廃止し、世界の主な民主制国家と同じく自由な政治活動の推進を図る
- 地方議員定数を縮小し、議会運営の効率化を図りながら議員歳費の縮小を目指す

## 綱領
民族国家日本の国体の護持、日本第一主義による日本の国益死守、本来の保守主義の復権などを掲げている。

## 役職

### 歴代の党首一覧
| 日本第一党 | 日本第一党 | 日本第一党 | 日本第一党    | 日本第一党    | 日本第一党    |          |
| 代         | 党首       | 党首       | 期            | 就任日        | 退任日        | 備考     |
| ---------- | ---------- | ---------- | ------------- | ------------- | ------------- | -------- |
| 1          |            | 桜井誠     | 1             | 2016年8月29日 | 2021年2月25日 | 結党     |
| 1          | 2          | 桜井誠     | 2021年2月26日 | 2025年2月25日 | 党首選挙      |          |
| 2          |            | 山口たか子 | 1             | 2025年2月26日 | 在任中        | 党首選挙 |

### 歴代の役員一覧
| 党首       | 副党首 | 幹事長   | 事務局長 | 最高顧問 | 就任年月          | 役員任期            |
| ---------- | --- | -------- | -------- | -------- | ----------------- | ------------------- |
| 桜井誠     | 先崎玲 長尾旭 高橋阿矢花 池田恒雄                                                                               | 和田瑞季 | 山桜桃花 | 瀬戸弘幸 | 2016年9月8日      | 2018年3月4日        |
| 桜井誠     | 先崎玲 長尾旭 高橋阿矢花 池田恒雄                                                                               | 宮本淳   | 山桜桃花 | 瀬戸弘幸 | 2018年3月4日      | 2020年4月1日        |
| 桜井誠     | 先崎玲 長尾旭 高橋阿矢花 池田恒雄                                                                               | 中村和弘 | 山桜桃花 | 瀬戸弘幸 | 2020年4月1日      | 2021年2月25日(満了) |
| 桜井誠     | - - 長尾旭 - 高橋阿矢花 - 菊池内記 - 菅原将也 - 米山正義 - 堀切笹美 - 西村斉 - 部矢武 - 福田智幸 - 先崎玲(代行) | 中村和弘 | 山桜桃花 | 瀬戸弘幸 | 2021年2月26日     | 2025年2月26日       |
| 桜井誠     | - - 長尾旭 - 菊池内記 - 菅原将也 - 堀切笹美 - 部矢武 - 福田智幸                                                 | 有門大輔 | 林啓一郎 | 空位     | 2024年2月9日再編  | 2025年2月26日       |
| 山口たか子 | - - 長尾旭 - 菊池内記 - 菅原将也 - 本多かおり - 部矢武 - 福田智幸 - 下稲大助                                    | 藤尾和   | 秋本直子 | 空位     | 2025年2月27日発足 | 2029年2月26日まで   |

## 活動
- 2017年（平成29年）
  - 1月16日 - 桜井ら約40名の党員が沖縄で米軍キャンプ・シュワブ ゲート前で基地建設反対派に対して抗議を行った。
  - 4月27日 - 岡村と桜井が記者会見を開き、岡村が日本第一党の公認候補として東京都議会議員選挙（八王子選挙区）に立候補すると発表した。また、同年5月1日朝日新聞が「ジャパン・ファーストを掲げる同党にはいま、約1800人が集う」という記事を掲載した。同年7月2日岡村は得票数2597票、得票率1.1%の最下位で落選。
  - 10月1日 - 党費の値上げを発表。一般党員が5千円から1万円に シルバー党員と家族党員が3千円から5千円に上昇。
  - 11月12日 - 葛飾区議会議員選挙に出馬した日本国民党公認の鈴木信行を推薦、当選した。
  - 11月16日 - 大阪支部本部長が辞任。
- 2018年（平成30年）
  - 2月23日 - 北海道本部が桂田智司らによる朝鮮総連への銃撃事件の支持を表明。それに対して、「厳重注意」という処分を下した[54]。
- 2019年 （平成31年・令和元年）
  - 4月7日 - 統一地方選挙前半の神奈川県相模原市議会議員選挙（中央区・緑区・南区）、京都府京都市議会議員選挙（左京区）、福岡県議会議員選挙（北九州市八幡西区）の議会選挙に擁立した候補5人全員が落選した[55]。
  - 4月21日 - 統一地方選挙後半の東京都の八王子市、練馬区、新宿区、調布市、国分寺市及び、大阪府の八尾市、藤井寺市の議会選挙に擁立した候補7人全員が落選した[24]。
  - 6月12日 - おはよう日本の特集で日本第一党の統一地方選挙の選挙行為がヘイトスピーチだと偏向報道で批判し桜井は「予想通りだ、日本第一党の名前が全国に広がったことだけ良いとする」とコメントした[56]。
  - 6月27日- 10月1日まで日本第一党のロゴ入りピンバッジを党員専用に配布しすることを決定した[57][58]。
  - 6月30日 - 日本第一党主催の「6・30 消費税廃止を求める国民大抗議デモ」を行った[59]。
  - 7月4日 - 朝鮮労働党の機関紙労働新聞に人権侵害申し立てに対する東京法務局からの回答は「人権侵犯事件調査処理細則第7条第1項第8号の規定により救済手続を開始しない」とした[60]。
  - 8月9日 - 長崎本部主催で対馬遠征をした。対馬の現状を自分の目で確認し、防衛の意識を皆と共有する事が目的[61]。
  - 8月10日 - 反天連の靖国神社反対デモにカウンター抗議デモを行った[62]。
  - 8月15日 - 党首の桜井が翌年に開催される東京都知事選挙 への出馬を表明し立候補。選挙期間中は新型コロナウイルス感染症の影響を懸念し、党事務所を利用したネット配信VR街宣を主として選挙活動を行う。
  - 10月27日 - 愛知県女性総合センター（ウィルあいち）にて「あいちトリカエナハーレ2019「表現の自由展」」を開催[63]。
  - 11月3日 - 朝日新聞の慰安婦捏造事件等を問題視し、朝日新聞社前で日本第一党主催の国民大抗議デモを行った[64]。
  - 11月17日 - 東京都立川市でパチンコ依存症等を問題視し、反パチンコの国民大行進を行った[65]。
  - 12月7日 - 毎日新聞に対して、日本第一党主催の国民大抗議デモを行った[66]。
- 2020年（令和2年）
  - 1月24日 - 党員の荒巻靖彦が3月に投開票が予定される対馬市市長選挙へ無所属での立候補を表明するも落選[67]。
  - 1月25日 - 朝日新聞及び東京新聞に対して、日本第一党主催の国民大抗議デモを行った[68]。
  - 2月16日 - 那珂市議会議員選挙にて党茨城県本部長の原田陽子が、党推薦の無所属候補として立候補し当選。日本第一党員としては初の議員の誕生となる。
  - 7月3日 - 前回を上回る約17万8000票を獲得して、「日本第一党・桜井誠氏18万票の衝撃」と報じられた。
  - 8月27日 - 昨年3月11日の北九州朝鮮初級学校周辺の街頭演説が福岡法務局にヘイトスピーチとして認定された[69][70][71]。
  - 9月26日 - 名古屋市民ギャラリー栄にて「あいちトリカエナハーレ2020「表現の自由展・その後」」を翌日まで開催[72]。
  - 9月30日 - 茨城県那珂市議会議員である原田ようこと党の茨城県本部本部長の男性が政治的理念の違いで日本第一党を離党した事を自身のTwitterで発表した。
  - 10月7日 - N国党の立花党首が日本第一党本部に桜井党首向けの果たし状をポストに投函した。また果たし状の内容は同年12月19日に立花党首と桜井党首のプロレス対決の予告だった[73]。
  - 10月8日 - 10月1日から7日までの党首選挙に現職以外立候補者がなかったため、桜井誠が引き続き党首となった[74]。
  - 11月15日 - 投開票の島根県雲南市議会議員選挙において、雲見竜也 (島根県本部長)が公認候補として立候補、22人中の最下位で落選する[29][30][75]。
  - 11月18日 - 町田市議会の「保守の会」の代表が公職選挙法143条16項に違反しているので幹事長の中村が公開質問状で質問し保守の会代表に回答を要請した[76][77]。
  - 11月22日 -瀬戸弘幸ら活動家と抗議者と衝突が起こる。瀬戸側は抗議者があおり運転を行い暴行を受けた、抗議者側は信号待ちをしていた瀬戸らに抗議を行ったら降りてきて暴行してきたと主張した[78][79]。
  - 11月29日 -日本第一党福岡県本部の福岡天神での街宣を行ったが、「れいわ新選組代表が無許可街宣及び問題発言をした」と主張し批判文を書いた[80]。
  - 12月27日 - 群馬県本部の公式Twitterが第三者にハッキングされている可能性があると報告があった[81]。
- 2021年（令和3年）
  - 1月27日 - 新型コロナウイルス関連で中国政府に対しての責任に関する訴訟参加募集を同年2月15日まで応募[82][83]。
  - 2月14日 - 愛媛県西条市議会議員選挙において松木崇が公認候補として立候補[32]、33人中の最下位で落選する[31]。
  - 10月31日 - 第49回衆議院議員総選挙で小選挙区に1名、東京ブロック比例代表に4名出馬、小選挙区は6人中5位で落選、比例も全員落選[34]。
  - 12月4日 - 東京都武蔵野市にて、「武蔵野市外国人住民投票条例案反対国民デモ行進」が行われた[84]。
  - 12月16日 - 日本第一党の参議院選挙に向けての挙党体制として佐藤健次顧問を「党首代理兼特命選対本部長」に任命[85]。
- 2022年（令和4年）
  - 1月16日 - 東京都の池袋にて、「北京冬季五輪反対デモ in池袋」が行われた[86]。
  - 2月26日 ‐「第2回党大会」が開催された。計10名の参議院選挙への立候補表明も行われた[37][38]。
  - 3月23日 ‐ 愛知芸術文化センターにて「あいちトリカエナハーレ2021+1」を27日まで開催。
  - 5月21日 - くにたち市民芸術ホールにて「東京トリカエナハーレ2022」を22日まで開催。
  - 7月10日 - 第26回参議院議員通常選挙で、比例候補者2名（桜井党首、中村幹事長）と小選挙区候補者8名が立候補したが全員落選した。[87]
  - 10月9日 - 毎年10月の第2日曜日を反移民デーと定めて、3年ぶりに各地方本部で全国一斉周知行動を開催した[88]。
- 2024年（令和6年）
  - 2月9日 - 林啓一郎党員が事務局長に任命される。[89]
  - 4月20日 - 有門大輔党員が幹事長に任命される。[90]

あいちトリカエナハーレ2020「表現の自由展・その後」
2020年（令和2年）9月26日から27日まで、名古屋市民ギャラリー栄にて開催。
あいちトリカエナハーレ2021+1
2022年（令和4年）3月23日から27日まで、愛知芸術文化センターにて開催。
東京トリカエナハーレ2022
2022年（令和4年）5月21日から22日まで、くにたち市民芸術ホールにて開催。

## 不祥事
- 2017年に党首の桜井誠が「朝鮮人を皆殺しにしろ」などと発言し、非難を浴びた。また、参議院議員であった有田芳生がツイッターにて「ヘイトスピーチ＝差別扇動そのもの」や「差別に寄生して生活を営んでいるのですから論外」と非難した。これについて、名誉毀損だとして裁判を起こしていた桜井であったが、裁判所は「ツイッターの発言は意見、論評の範囲を出ず、違法とは言えない」「ヘイトスピーチを防止し、反対する趣旨だった」として、有田のツイートに関する公益性を認めた。また、「不当な差別的言動に該当する」「ヘイトスピーチは社会的関心の高い問題。桜井氏も在特会の中心的存在で影響力があり、一定の批判は甘受すべきだった」として、桜井の発言をヘイトスピーチと事実上認定した[92]。また、有田は「ネット上ではヘイトスピーチが拡大しており、大きな課題が残っている」と指摘した。有田の弁護団も「昨年6月に成立したヘイトスピーチ対策法に基づき、在特会の過去の言動を細かくヘイトスピーチと認定した画期的判決。どんな言動がヘイトスピーチに該当するかを判断する上で、今後のモデルになる」と指摘している。
- 2018年2月23日、北海道本部が桂田智司らによる朝鮮総連への銃撃事件の支持を表明[93]。それに対して、「厳重注意」という処分を下した[94]。
- 2018年10月30日、熊本県内で団体のメンバーが行った移民反対の演説行為が県人権施策・啓発推進委員会にヘイトスピーチである可能性があると報告された[95]。
- 2019年1月29日、団体関係者の荒巻靖彦が傷害容疑で逮捕された[96]。
- 2020年8月27日、福岡法務局は2019年3月11日に桜井が北九州朝鮮初級学校周辺で行った選挙演説をヘイトスピーチと認定した[97][98]。
- 2020年11年24日、大阪府内の党員である荒巻靖彦が元しばき隊の人物と口論の末、傷害行為に及び曽根崎署に逮捕された[99]。25日に、党は「運動とは何の関係もなく、看過できる事案ではない」ので「除名処分とする」と発表した[99]。
- 2021年9月8日に、YouTubeやFC2の公式アカウントで動画配信を行い、元副党首が詐欺容疑で逮捕されたことを公表した。動画内での説明によれば、8月中に元副党首側から離党の申し出があり、8月末で離党し9月に入ってから助成金詐欺で逮捕されたという[100]。
- 2024年１月28日、上越市内にある桜井誠氏(元日本第一党党首)宅にて、菅原将也氏(日本第一党副党首)は米田隆二氏(元日本第一党副幹事長)に対し、新しく設立した団体である「日本のための選択肢」を辞めて日本第一党に戻って来るよう要求。 従わなければ米田氏が代表取締役である（株）桜人の社債発行による日本第一党への貸付金の返還請求を米田氏個人にするとの内容で脅迫行為を行った。  菅原氏は「債権をヤクザに渡す」と脅迫し、「民事、刑事で明日にでも出せる状態だ」「裁判に勝つ勝たないはどうでもいい」「こちらは裁判に慣れているから長くなってもいい」などとスラップ訴訟まで匂わせ、米田氏個人に返済義務のない日本第一党の借金を押し付けようとした。  一方で米田氏は、菅原氏からの脅迫行為について2024年3月13日に上越署に相談。2024年５月8日に被害届けを提出し受理された。  その後「脅迫事件」として捜査が始まり、2024年12月4日に新潟地検高田支部に書類送検され、2025年3月21日に「起訴猶予処分」となった。  理由は「初犯である、容疑を認め反省している」とのことだが、未だに米田氏に対して謝罪の言葉は一切ない。事件当日、現場には桜井誠氏、菅原みゆき氏も同席していた。

## 公安調査庁による言及
日本国の公共の安全に影響力を及ぼす団体や勢力を調査している公安調査庁が動向について公開資料である内外情勢の回顧と展望で言及している。
2018年は外国人人材受入反対の街宣活動と2019年の統一地方選挙候補者決定などがあがった。
2019年の統一地方選挙の動きを右派系グループの項目で言及した。

## 批判
- 2017年3月25日最高顧問である瀬戸弘幸が川崎で行った講演会に対して、ヘイトスピーチを許さない川崎市民ネットワークが会場使用取り消しを要請する等の反対活動が相次いだ[104]。当日ヘイトスピーチを許さない川崎市民ネットワークが「さべつのないかわさき」と書かれた風船を配るなどした[105]。民進党（当時）の有田芳生参議院議員が2017年3月22日の参議院法務委員会にて「極右政治団体」「人種差別・排外主義の代表的な煽動者」等と日本第一党や瀬戸、桜井を批判した。これに対し日本第一党は民進党の蓮舫代表（当時）宛に抗議文を送付した[106]。
- 2019年3月20日、北朝鮮の労働新聞が「日本第一党」を名指しで批判した。J-CASTニュースによると、特定団体の名指しによる批判は異例[107]。同紙において北朝鮮は、党が北九州市で「反日教育を受ける朝鮮学校の生徒は朝鮮へ帰さなければならない」旨の街宣を行ったことを問題視し、党を「右翼チンピラ」と批判している。